# Cos Superior d'Advocats de l'Estat
El cos superior d'advocats de l'Estat és el conjunt de funcionaris públics al servei de l'Administració pública d'Espanya format per advocats de l'Estat. Depenen de l'Advocacia General de l'Estat que, amb rang de Subsecretaria, s'integra orgànicament al Ministeri de Justícia d'Espanya.
Els advocats de l'Estat, sota la direcció d'aquest departament, tenen encomanada la defensa jurídica de l'Estat i de les seves principals institucions en qualsevol jurisdicció - tant dels tribunals interns com dels internacionals -, així com l'assistència jurídica consultiva a tota l'Administració.
La seva formació jurídica ve garantida per les oposicions d'accés, que, convocades per l'Estat espanyol, són reconegudes meritòriament tant a nivell nacional com internacional.
Molts dels seus membres han assolit alts càrrecs en la política, entre ells l'ex vicepresident del Govern Alfonso Osorio, María Dolores de Cospedal o Soraya Sáenz de Santamaría, o han estat directius de les principals empreses espanyoles, com Pablo Isla o Mario Conde. També alguns han aprofundit en estudis jurídics, com Francisco García Gómez de Mercado o Luis Cazorla Prieto, i altres han desenvolupat tasques en altres àmbits, com el pensador Joaquín Costa o l'escriptor Antonio Pau, entre d'altres.